# Розенталене, Илана
Илана Розенталене (лит. Ilana Rozentalienė; урожденная Эпштейнайте; род. 1937) — литовская шахматистка, двукратная победительница чемпионата Литовской ССР по шахматам среди женщин (1962, 1965).

## Биография
Родители Иланы погибли в Каунасском гетто, в Вилиямполе, в пригороде города Каунас. Литовка Юлия Бернотайте вывезла маленькую Илану, усыпленную снотворным, в мешке с картошкой из гетто в деревню в Радвилишкский район и представила ее всем как свою дочь. Позже Илана жила в Вильнюсе.
В 1960-х годах Илана Розенталене была одной из ведущих литовских шахматисток. Она выиграла четыре медали в чемпионатах Литовской ССР по шахматам среди женщин: две золотые (1962, 1965) и две бронзовые (1960, 1968).
Ее сын Эдуардас Розенталис (род. 1963), стал шаматным гроссмейстером. Ее двоюродная сестра — литовская писательница Далия Эпштейнайте.